# Mitoura spinetorum
Mitoura spinetorum är en fjärilsart som beskrevs av William Chapman Hewitson 1867. Mitoura spinetorum ingår i släktet Mitoura och familjen juvelvingar. Inga underarter finns listade i Catalogue of Life.